# ビシアニン
ビシアニン(Vicianin)は、青酸二糖である。
ビシアニン β-グルコシダーゼは、(R)-ビシアニンと水からマンデロニトリルとビシアノースを生成する酵素である。これは、ヤハズエンドウ(Vicia sativa)の種子で見られる。
ガマズミ属のViburnum dentatumの果実は青色に見える。主要な色素の1つは、シアニジン 3-ビシアノシドであるが、混合物は非常に複雑な組成である。